# ارمنستان در مسابقه آواز یوروویژن ۲۰۲۰
ارمنستان در مسابقه آواز یوروویژن ۲۰۲۰ (انگلیسی: Armenia in the Eurovision Song Contest 2020) برنامه‌ریزی کرده بود که در مسابقه یوروویژن ۲۰۲۰ با ترانه "Chains on You" که توسط آتئنا مانوکیان و دی‌جی پاکو (DJ Paco) نوشته شده بود، شرکت کند. این ترانه توسط خود آتنا مانوکیان اجرا شد و نمایانگر سبک موسیقی پاپ-آراندبی مدرن با عناصری از موسیقی ارمنی بود.
نماینده ارمنستان در مسابقه یوروویژن ۲۰۲۰ که قرار بود در روتردام، هلند برگزار شود، از طریق فینال ملی Depi Evratesil 2020 انتخاب شد. این مسابقه توسط شبکه تلویزیونی عمومی ارمنستان (AMPTV) سازمان‌دهی شد و در تاریخ ۱۵ فوریه ۲۰۲۰ برگزار گردید. در این رقابت، دوازده اثر از هنرمندان مختلف به رقابت پرداختند.
ترانه "Chains on You" با اجرای قدرتمند و صحنه‌ای چشمگیر توسط آتنا مانوکیان به‌عنوان برنده انتخاب شد. این انتخاب بر اساس ترکیبی از آرای یک هیئت داوران بین‌المللی، یک هیئت داوران ارمنی، و آرای عمومی از طریق تلوتیوب صورت گرفت.
با وجود برنامه‌ریزی و آمادگی برای شرکت در مسابقه، یوروویژن ۲۰۲۰ به دلیل شیوع جهانی ویروس کرونا لغو شد. این موضوع باعث شد که "Chains on You" نتواند در مرحله اصلی رقابت اجرا شود. با این حال، این ترانه به دلیل سبک خاص و پیام قدرتمندش توانست در میان طرفداران یوروویژن محبوبیت پیدا کند و به بخشی از تاریخ این مسابقه تبدیل شود.

## تاریخچه
تا پیش از مسابقه یوروویژن ۲۰۲۳، ارمنستان از سال ۲۰۰۶ سیزده بار در این رقابت‌ها شرکت کرده بود. بهترین عملکرد این کشور تا آن زمان، کسب مقام چهارم بود که دو بار یک بار در سال ۲۰۰۸ با آهنگ "کله کله" به اجرای سیروشو و بار دیگر در سال ۲۰۱۴ با آهنگ تنها نیستی" به اجرای آرام ام‌پی۳ به دست آمد. ارمنستان در سه دوره از مسابقات (۲۰۱۱، ۲۰۱۸ و ۲۰۱۹) نتوانست به مرحله نهایی صعود کند. علاوه بر این، این کشور دو بار به طور موقت یک بار در سال ۲۰۱۲ به دلیل تنش‌های طولانی مدت با کشور میزبان، آذربایجان، و بار دیگر در سال ۲۰۲۱ به علت اعتراضات ۲۰۲۰–۲۰۲۱ ارمنستان پس ازجنگ دوم قره‌باغ از شرکت در مسابقات انصراف داد. در سال ۲۰۲۲، ارمنستان با آهنگ "اسنپ" به اجرای رزا لین به مسابقات بازگشت و به مرحله نهایی راه یافت و در نهایت رتبه بیستم را کسب کرد.
پخش کننده ملی ارمنستان، تلویزیون عمومی ارمنستان، این رویداد را در ارمنستان پخش می‌کند و فرایند انتخاب برای ورود این کشور را سازماندهی می‌کند. ارمنستان ۱ قصد خود را برای شرکت در مسابقه آهنگ یوروویژن ۲۰۲۰ در ۲۹ اکتبر ۲۰۱۹ تأیید کرد. ارمنستان در گذشته از روش‌های مختلفی برای انتخاب شرکت استفاده کرده است، مانند انتخاب‌های داخلی و فینال زنده تلویزیونی ملی برای انتخاب مجری، آهنگ یا هر دو برای رقابت در یوروویژن. بین سال‌های ۲۰۱۴ تا ۲۰۱۶ و همچنین در سال‌های ۲۰۱۹ و ۲۰۲۲، این تلویزیون به صورت داخلی هم هنرمند و هم آهنگ را انتخاب کرد، در حالی که فینال ملی Depi Evratesil در سال‌های ۲۰۱۷، ۲۰۱۸  برگزار شد. برای سال ۲۰۲۰، این تلویزیون تصمیم گرفت به روش انتخاب داخلی برای نماینده ارمنستان ادامه دهد.

## قبل از یوروویژن
به سوی یوروویژن ۲۰۲۰ سومین دوره از فینال ملی Depi Evratesil بود که نماینده ارمنستان را برای مسابقه یوروویژن ۲۰۲۰ انتخاب کرد. این رقابت در تاریخ ۱۵ فوریه ۲۰۲۰ در استودیوهای ارمنستان ۱ در ایروان برگزار شد و میزبانان آن مانه گریگوریان و آرمان مارگریان بودند. دوازده شرکت‌کننده در این مسابقه رقابت کردند و برنده بر اساس ترکیب آرا از پنل‌های داوری بین‌المللی و ارمنی و همچنین رای عمومی انتخاب شد. این برنامه هم از شبکه ارمنستان ۱ پخش شد و هم به صورت آنلاین از طریق وب‌سایت تلویزیون 1tv.am قابل مشاهده بود.
در تاریخ ۵ نوامبر ۲۰۱۹، AMPTV دوره ارسال آنلاین آثار را با مهلت تا ۳۱ دسامبر ۲۰۱۹ اعلام کرد. هنرمندان باید حداقل ۱۶ سال سن داشتند و تابعیت یا ریشه ارمنی داشتند. همچنین لازم بود که یک نسخه کاور از آهنگ دیگری به همراه اثر خود ارسال کنند. نویسندگان آهنگ از سراسر جهان قادر به ارسال آثار بودند. این تلویزیون در پایان مهلت ارسال، ۵۳ اثر دریافت کرد. یک پانل ۹ نفره از داوران دوازده اثر را برای مرحله نهایی ملی انتخاب کردند که در تاریخ ۵ فوریه ۲۰۲۰ اعلام شد. داوران این پنل شامل نایرا گرجینیان، آنیتا هخوردیان، لیا نیکویان، روبن بابایان، وردان هاکوبیان، تیگران دانیلیان، داوید تسرویان، کارن تاتاریان و آنووش تر-گهوکاسیان بودند. در میان هنرمندان شرکت‌کننده، ولادیمیر آرزومانیان که برنده مسابقه یوروویژن کودک ۲۰۱۰ برای ارمنستان بود، و توکیونین که آهنگ ارمنستان در یوروویژن ۲۰۱۹ را نوشته بود، حضور داشتند.